# Lista conducătorilor Lorenei
Conducătorii Lorenei (Lotharingiei) au deținut diverse poziții sub diferitele guvernări asupra variatelor regiuni. Primii conducători au fost regi ai francilor, al căror regat era numit Lotharingia. Construcția latină "Lotharingia" a evoluat în timp în "Lorena" în franceză, "Lotharingen" în olandeză și "Lothringen" în germană. După Carolingieni, regatul a fost absorbit în statele vecine la finele secolului al IX-lea, asupra teritoriului respectiv fiind numiți la conducere diverși duci. La jumătatea secolului al X-lea, ducatul a fost divizat în Lorena Inferioară și Lorena Superioară, primul dintre ele devenind în timp Țările de Jos, iar cel de al doilea Ducatul Lorena, având o existență până în epoca modernă.

## Regi ai Lotharingiei
- Lothar al II-lea al Lotharingiei (855–869)

Carol cel Pleșuv, regele Franciei apusene a pretins Lotharingia pentru sine, la moartea lui Lothar și a fost încoronat la Metz, însă fratele său Ludovic Germanul, care conducea în Francia răsăriteană, s-a opus, drept pentru care tratatul de la Meerssen din 870 a divizat Lotharingia între cei doi frați și, în continuare, între succesorii lor. În 880, tratatul de la Ribemont a acordat întreaga Lotharingie lui Ludovic cel Tînăr, fiul lui Ludovic Germanul și regele Franciei răsăritene. 
- Carol cel Pleșuv (869–870)
- Ludovic cel Tânăr (880–882)
- Carol cel Gras (882–887)
- Arnulf de Carintia (887–895)
- Zwentibold (895–900)
- Ludovic Copilul (900–911)
- Carol cel Simplu (911–922)

În 922, Lotharingia a devenit parte integrantă din Regatul Germaniei.

## Ducii de Lorena
- Gebhard (903–910), conte de Lahngau
- Reginar (910–915), conte de Maasgau
- Gilbert (Giselbert) (925–939)
- Henric (939–940), duce de Bavaria
- Otto (942–944), conte de Verdun
- Conrad cel Roșu (944–953)
- Bruno (953–Köln), arhiepiscop de Köln

În 959, Lorena a fost divizată în două regiuni distincte: Superioară și Inferioară, fiecare fiind acordată câte unui margraf sau viceduce, aflați sub autoritatea lui Bruno de Köln. La moartea lui Bruno din 965, Lorena Inferioară, al cărui margraf murise, a rămas vacantă până în 977. În acel an, Carol a fost numit duce de Lotharingia Inferioară, iar Frederic, până atunci margraf, a fost ridicat la rangul ducal în Lorena Superioară. Cele două ducate au rămas definitiv separate, urmând destine diferite, cu excepția scurtei perioade dintre 1033 și 1044.

## Duci ai Lorenei Inferioare
Trebuie notat că numerotarea ducilor variază în funcție de surse.

### Dinastia Matfridingilor
- Godefroi I (959–964), conte de Hainaut
- Richar (968–972), conte de Mons

### Dinastia Carolingiană
- Carol (976–991)
- Otto (991–1012)

### Casa de Ardennes–Verdun
- Godefroi al II-lea (1012–1023) (cunoscut și ca Godefroi I), conte de Verdun
- Gothelo I (1023–1044) (de asemenea, duce de Lorena Superioară), margraf de Anvers și conte de Verdun
- Gothelo al II-lea (1044–1046)

### Casa de Luxemburg
- Frederic (1046–1065), conte de Malmedy

### Casa de Ardennes–Verdun
- Godefroi al III-lea cel Bărbos (1065–1069) (cunoscut și ca Godefroi al II-lea, de asemenea, duce de Lorena Superioară), conte de Verdun, margraf de Anvers
- Godefroi al IV-lea cel Ghebos (1069–1076) (cunoscut și ca Godefroi al III-lea)

### Dinastia saliană
- Conrad (1076–1087), rege al Germaniei și rege al Italiei

### Casa de Boulogne (Ardennes–Bouillon)
- Godefroi al V-lea (1087–1100) (cunoscut și ca Godefroi al IV-lea), devenit primul conducător de facto în Regatul Ierusalimului

### Casa de Limburg
- Henric I (1101–1106), conte de Limburg și de Arlon

### Casa de Leuven
- Godefroi I de Leuven (1106–1129) (cunoscut și ca Godefroi al V-lea), landgraf de Brabant, conte de Bruxelles și de Leuven

### Casa de Limburg
- Waleran (1129–1139), duce de Limburg, conte de Arlon

### Casa de Leuven
- Godefroi al II-lea de Leuven (1139–1142) (cunoscut și ca Godefroi al VI-lea), conte de Leuven și landgraf de Brabant
  - Godefroi de Stanton, fratele lui Godefroi, a deținut conducerea Lorenei Inferioare de la 1142- până în jur de 1154, când fiul său a atins majoratul.
- Godefroi al III-lea de Leuven (1142–1190) (cunoscut și ca Godefroi al VII-lea), conte de Leuven, landgraf de Brabant, margraf de Anvers

Trecerea sub Ducatul de Brabant, care a păstrat titlul de "duce de Lotharingia" până la 1795.

## Duci ai Lorenei Superioare

### Casa de Ardennes-Bar
- Frederic I (959–978), conte de Bar
- Theodoric I (978–1026/1027), conte de Bar
- Frederic al II-lea (1026/1027), conte de Bar
- Frederic al III-lea (1026/1027–1033), conte de Bar

### Casa de Ardennes-Verdun
- Gothelo (1033–1044) (de asemenea, duce de Lotharingia Inferioară), margraf de Anvers, conte de Verdun
- Godefroi cel Bărbos, (1044–1046) (de asemenea, duce de Lotharingia Inferioară), conte de Verdun, margraf de Anvers

### Casa de Metz (Ardennes-Metz)
| Portretul | Numele                                            | Începutul domniei  | Sfârșitul domniei  | Note                                |
| --------- | ------------------------------------------------- | ------------------ | ------------------ | ----------------------------------- |
|           | Adalbert                                          | 1047               | 1048               |                                     |
|           | Gerard                                            | 1048               | 6 martie 1070      |                                     |
|           | Theodoric al II-lea                               | 6 martie 1070      | 23 ianuarie 1115   |                                     |
|           | Simon I                                           | 23 ianuarie 1115   | 13 aprilie 1138    |                                     |
|           | Matia I                                           | 13 aprilie 1138    | 13 mai 1176        |                                     |
|           | Simon al II-lea                                   | 13 mai 1176        | 1205               |                                     |
|           | Frederic al IV-lea (numit și Frederic I)          | 1205               | 7 aprilie 1206     |                                     |
|           | Frederic al V-lea (numit și Frederic al II-lea)   | 7 aprilie 1206     | 10 octombrie 1213  |                                     |
|           | Theobald I                                        | 10 octombrie 1213  | 17 februarie 1220  |                                     |
|           | Matia al II-lea                                   | 17 februarie 1220  | 24 iunie 1251      |                                     |
|           | Frederic al VI-lea (numit și Frederic al III-lea) | 24 iunie 1251      | 31 decembrie 1302  |                                     |
|           | Theobald al II-lea                                | 31 decembrie 1302  | 13 mai 1312        |                                     |
|           | Frederic al VII-lea (numit și Frederic al IV-lea) | 13 mai 1312        | 23 august 1328     |                                     |
|           | Rudolf (Raoul)                                    | 23 august 1328     | 26 august 1346     | ucis în bătălia de la Crécy         |
|           | Ioan I                                            | 26 august 1346     | 27 septembrie 1390 |                                     |
|           | Carol al II-lea                                   | 27 septembrie 1390 | 25 ianuarie 1431   |                                     |
|           | Isabela                                           | 25 ianuarie 1431   | 28 februarie 1453  | Împreună cu soțul ei, ducele René I |

### Casa de Anjou
| Portretul | Numele         | Începutul domniei | Sfârșitul domniei | Note |  |
| --------- | -------------- | ----------------- | ----------------- | --- |  |
|           | René I         | 25 ianuarie 1431  | 28 februarie 1453 | cu soția sa, Isabela; duce de Anjou, conte de Provence, conte de Piemont, duce de Bar, rege al Neapolelui, rege titular al Ierusalimului și al Aragonului |  |
|           | Ioan al II-lea | 28 februarie 1453 | 16 decembrie 1470 | rege titular al Neapolelui (numit duce de Calabria) |  |
|           | Nicolae I      | 16 decembrie 1470 | 24 iulie 1473     | |  |

### Casa de Lorena
Ramură colaterală a vechilor conducători din dinastia Ardennes–Metz, cunoscută sub numele de Casa de Lorena
| Portretul | Numele                     | Începutul domniei  | Sfârșitul domniei  | Note |
| --------- | -------------------------- | ------------------ | ------------------ | --- |
|           | René al II-lea             | 24 iulie 1473      | 10 decembrie 1508  | nepotul lui René I și al Isabelei; duce de Bar |
|           | Anton                      | 10 decembrie 1508  | 14 iunie 1544      | |
|           | Francisc I                 | 14 iunie 1544      | 12 iunie 1545      | |
|           | Carol al III-lea           | 12 iunie 1545      | 14 mai 1608        | |
|           | Henric al II-lea           | 14 mai 1608        | 31 iulie 1624      | |
|           | Nicola                     | 31 iulie 1624      | 25 noiembrie 1625  | fiica lui Henric al II-lea și ducesă de Bar; stările din Lorena au decis în cele din urmă că ea nu era eligibilă pentru a guverna și i-au acordat coroana unchiului ei, Francisc al II-lea, urmând ca soțul și vărul ei, Carol al IV-lea, să conducă ducatul după aceea |
|           | Francisc al II-lea         | 25 noiembrie 1625  | 1 decembrie 1625   | a abdicat imediat în favoarea fiului său, Carol al IV-lea; d. 1632 |
|           | Carol al IV-lea            | 1 decembrie 1625   | 19 ianuarie 1634   | a abdicat în favoarea fratelui său |
|           | Nicolae al II-lea          | 19 ianuarie 1634   | 1 aprilie 1634     | fugit în exil și nevoit să abdice în favoarea fratelui său mai mare, care este restaurat; ducatul rămâne sub control francez efectiv pentru următorii 27 de ani |
|           | Carol al IV-lea            | 1 aprilie 1634     | 18 septembrie 1675 | nominal restaurat după abdicarea fratelui său; Lorena a fost ocupată de către francezi, iar ducele exilat între 1634 și 1661 și apoi din nou, de la 1670 până la moartea ducelui                                                                                        |
|           | Carol al V-lea Leopold     | 18 septembrie 1675 | 18 aprilie 1690    | S-a aflat în exil, iar Lorena a fost ocupată de către Franța de-a lungul întregii sale domnii nominale |
|           | Leopold                    | 18 aprilie 1690    | 27 martie 1729     | S-a aflat în exil, iar Lorena a fost ocupată de către Franța până la 30 octombrie 1697; ocupată din nou de Franța între 1702 și 1714, deși ducele a rămas în funcție |
|           | Francisc al III-lea Ștefan | 27 martie 1729     | 9 iulie 1737       | a cedat Lorena la schimb pentru Marele Ducat de Toscana; ales împărat roman în 1745 ca soț al Mariei Terezia de Habsburg; d. 1765 |

### Casa de Leszczyński
| Portretul | Numele    | Începutul domniei | Sfârșitul domniei | Note |
| --------- | --------- | ----------------- | ----------------- | --- |
|           | Stanislas | 9 iulie 1737      | 23 februarie 1766 | fost rege al Poloniei. După el, ducatul a fost moștenit de ginerele său, regele Ludovic al XV-lea al Franței și încorporat stăpânirilor acestuia |